# Sükösd
Sükösd (kroatisch Čikuzda) ist eine ungarische Großgemeinde im Kreis Baja im Komitat Bács-Kiskun.

## Geografische Lage
Sükösd liegt 13 Kilometer nordöstlich der Kreisstadt Baja an dem Kanal Duna-völgyi-fõcsatorna. Nachbargemeinden sind Érsekcsanád, Nemesnádudvar und Dusnok.

## Gemeindepartnerschaften
- Modrany, Slowakei

## Sehenswürdigkeiten
- Arany-János-Büste (Arany János mellszobra), erschaffen von Lajos Józsa
- Nepomuki-Szent-János-Statue (Nepomuki Szent János szobor)
- Römisch-katholische Kirche Mindenszentek, erbaut im ersten Viertel des 19. Jahrhunderts
- Römisch-katholische Kapelle Szent Anna, erbaut Mitte des 18. Jahrhunderts
- Weltkriegsdenkmal

## Verkehr
Durch Sükösd verläuft die Hauptstraße Nr. 51, auf die im nördlichen Teil der Großgemeinde die Hauptstraße Nr. 54 trifft. Der nächstgelegene Bahnhof befindet sich in Baja.

## Bilder

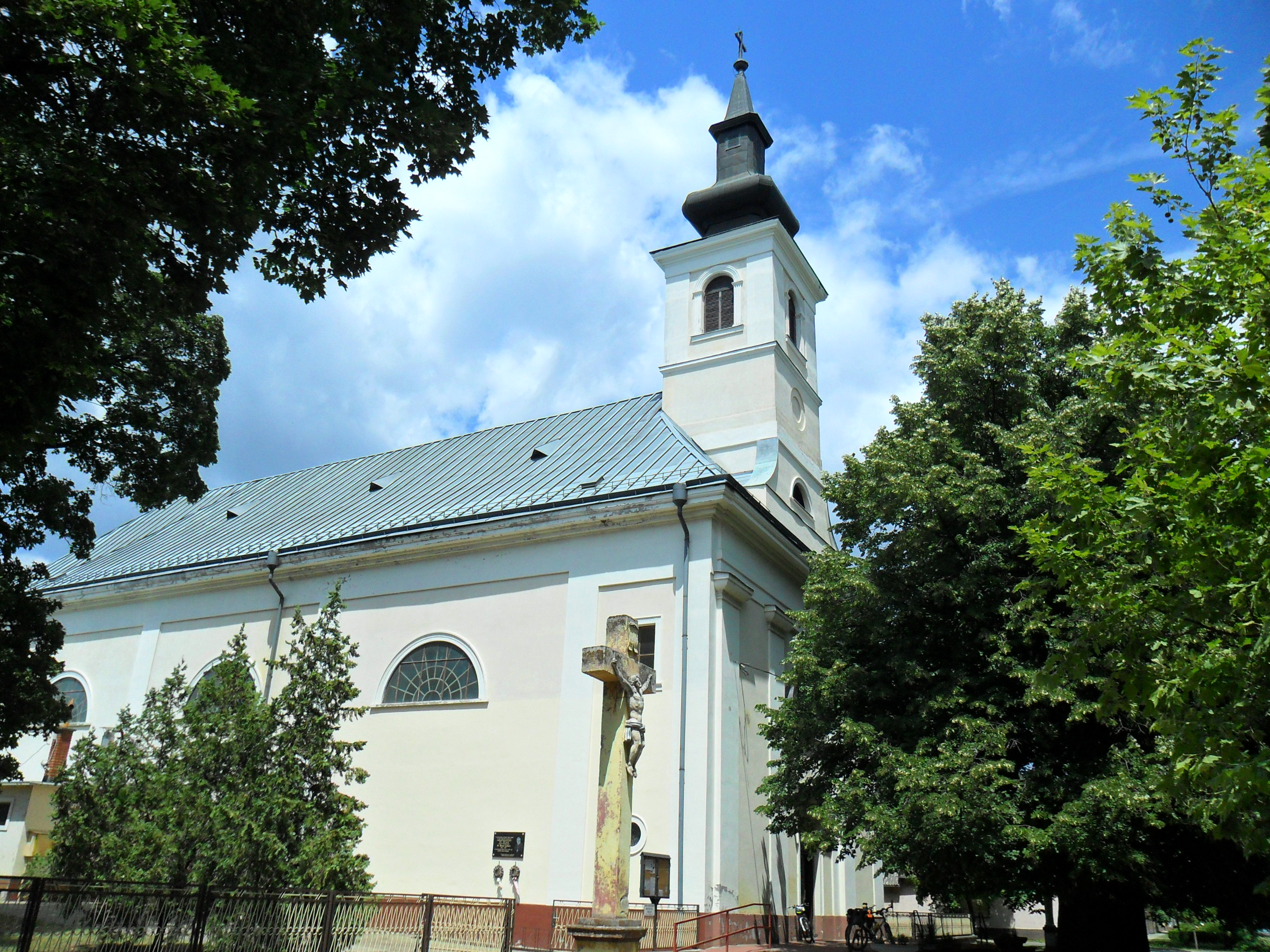
Röm.-kath. Kirche Mindenszentek
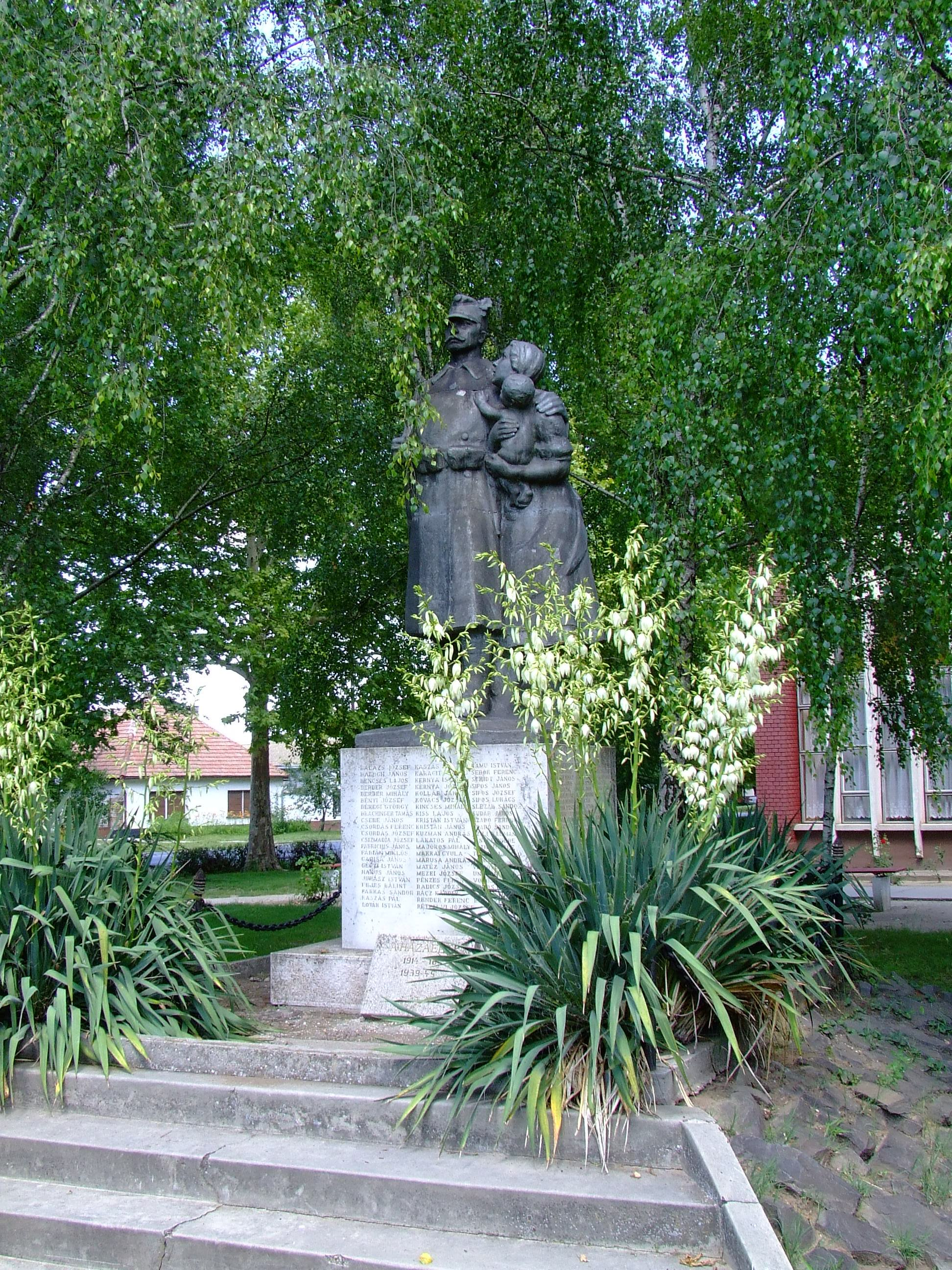
Weltkriegsdenkmal
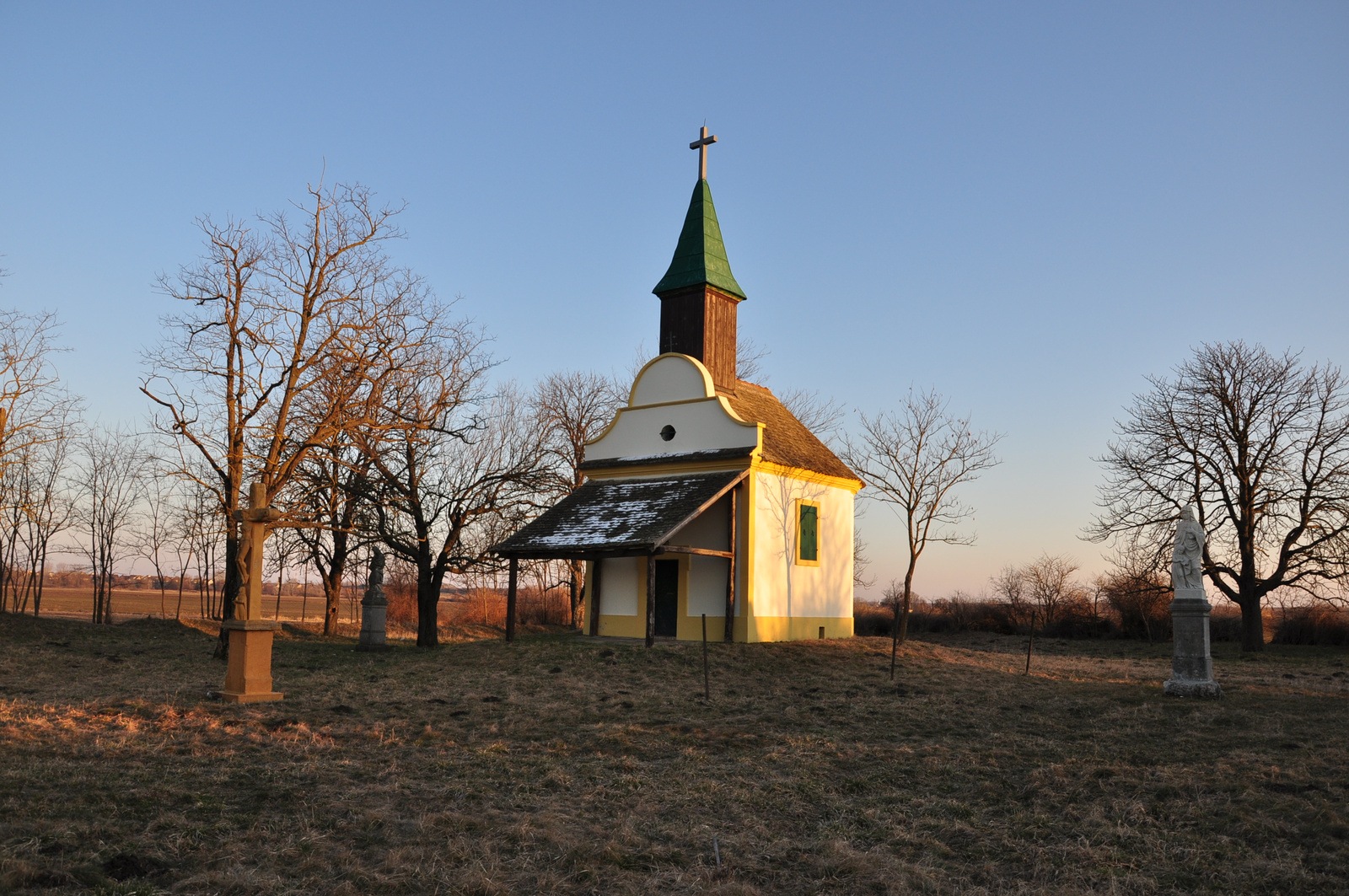
Röm.-kath. Kapelle Szent Anna